# Grovetown (Nouvelle-Zélande)
Grovetown est une petite localité de la région de Marlborough, située dans l’Île du Sud de la Nouvelle-Zélande.

## Situation
La route  nationale 1 de Nouvelle-Zélande  ou State Highway 1/S H 1 circule au-delà de la ville en direction de l’ouest et le fleuve Wairau s’écoule au-delà vers le nord-est.
La ville de Spring Creek est à environ 2,5 km vers le nord, et la ville de Blenheim est à environ 3,5 km vers le sud  , .

## Géographie
Vers l’est se trouve ‘Grovetown Lagoon’, un bras mort du fleuve Wairau .

## Installations
Le marae de «Tua Mātene» est localisé dans la ville de Grovetown.
C’est un marae (terrain de rencontre) des Rangitāne o Wairau (en) et qui comprend la  Wharenui ou maison de réunion (en): Te Huataki)  ,  .

## Éducation
L’école de «Grovetown School» est une école mixte contribuant au primaire (allant de l’année 1 à 6), avec un taux de décile de 7 et un effectif de 49 élèves .